# Império do Divino Espírito Santo da Trindade

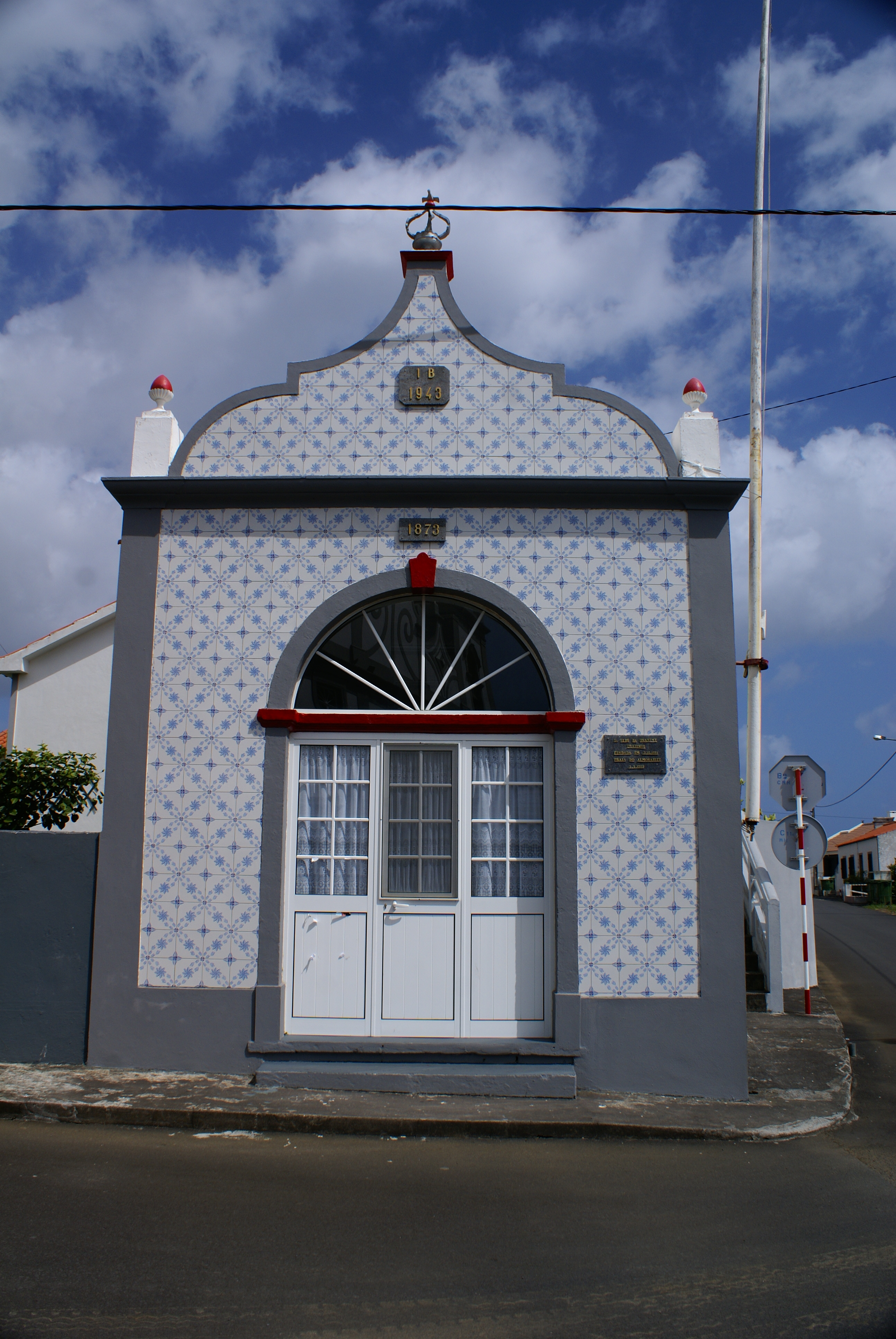
Império do Espírito Santo da Trindade

O Império do Divino Espírito Santo da Trindade é um Império do Espírito Santo português que se localiza na freguesia da  Praia do Almoxarife, concelho da horta, ilha do Faial, arquipélago dos Açores.
Este Império do Espírito Santo ostenta na fachada as datas de 1873 e 1943 e foi a 1.ª sede da centenária “Filarmónica Unânime Praiense”.